# NGC 981
NGC 981 је спирална галаксија у сазвежђу Кит која се налази на NGC листи објеката дубоког неба.
Деклинација објекта је - 10° 58' 25" а ректасцензија 2h 32m 59,8s. Привидна величина (магнитуда) објекта NGC 981 износи 14,0 а фотографска магнитуда 14,7. NGC 981 је још познат и под ознакама MCG -2-7-30, KUG 0230-111, IRAS 02305-1111, PGC 9710.